# Neolamprologus wauthioni
Neolamprologus wauthioni är en fiskart som först beskrevs av Poll, 1949.  Neolamprologus wauthioni ingår i släktet Neolamprologus och familjen Cichlidae. IUCN kategoriserar arten globalt som otillräckligt studerad. Inga underarter finns listade i Catalogue of Life.